# 扁棒壳属
扁棒壳属（学名：Acrospermum）为扁棒壳科的一个属。
现为Cyanoderma Höhn.的异名。

## 下属物种
本属包括以下物种：
- 扁棒壳 Acrospermum compressum
  - 禾草扁棒壳 Acrospermum compressum var. graminum
- 葡萄生扁棒壳 Acrospermum viticola